# Az Everwood epizódjainak listája
Ez a lap az Everwood című televíziós sorozat epizódjainak listáját tartalmazza.

## Évados áttekintés
| Évad | Évad | Epizódok | Eredeti sugárzás     | Eredeti sugárzás | Eredeti adó | Magyar sugárzás   | Magyar sugárzás   | Magyar adó |
| Évad | Évad | Epizódok | Évadpremier          | Évadfinálé       | Eredeti adó | Évadpremier       | Évadfinálé        | Magyar adó |
| ---- | ---- | -------- | -------------------- | ---------------- | ----------- | ----------------- | ----------------- | ---------- |
|      | 1    | 23       | 2002. szeptember 16. | 2003. május 19.  | The WB      | 2006. október 4.  | 2006. november 7. | TV2        |
|      | 2    | 22       | 2003. szeptember 15. | 2004. május 10.  | The WB      | 2006. november 8. | 2006. december 7. | TV2        |
|      | 3    | 22       | 2004. szeptember 13. | 2005. május 23.  | The WB      | 2006. december 8. | 2007. január 16.  | TV2        |
|      | 4    | 22       | 2005. szeptember 29. | 2006. június 5.  | The WB      | 2007. január 17.  | 2007. február 15. | TV2        |

## 1. évad (2002-2003)
| Sor. | Év. | Cím                                                     | Rendező               | Író                                                                               | Premier                               | Nézettség   |
| ---- | --- | ------------------------------------------------------- | --------------------- | --------------------------------------------------------------------------------- | ------------------------------------- | ----------- |
| 1.   | 1.  | Bevezető rész (Pilot)                                   | Mark Piznarski        | Greg Berlanti                                                                     | 2002. szeptember 16. 2006. október 4. | 7,43 millió |
| 2.   | 2.  | A nagy Brown doktor (The Great Doctor Brown)            | Kathy Bates           | Greg Berlanti                                                                     | 2002. szeptember 23. 2006. október 5. | 5,54 millió |
| 3.   | 3.  | Baráti tűz (Friendly Fire)                              | Danny Leiner          | Oliver Goldstick                                                                  | 2002. szeptember 30. 2006. október 6. | 6,11 millió |
| 4.   | 4.  | A szerelmesek hídja (The Kissing Bridge)                | Michael Schultz       | Rina Mimoun                                                                       | 2002. október 7. 2006. október 9.     | 6,66 millió |
| 5.   | 5.  | Csodaszarvas (Deer God)                                 | Arlene Sanford        | Michael Green                                                                     | 2002. október 14. 2006. október 10.   | 6,50 millió |
| 6.   | 6.  | Az orvos házhoz jön (The Doctor Is In)                  | Stephen Gyllenhaal    | Vanessa Taylor                                                                    | 2002. október 21. 2006. október 11.   | 5,84 millió |
| 7.   | 7.  | Kiderül az igazság (We Hold These Truths)               | Jason Moore           | Joan Binder Weiss                                                                 | 2002. október 28. 2006. október 12.   | 6,31 millió |
| 8.   | 8.  | Míg a halál el nem választ (Till Death Do Us Part)      | Michael Schultz       | Oliver Goldstick                                                                  | 2002. november 4. 2006. október 13.   | 6,39 millió |
| 9.   | 9.  | Látogatók (Turf Wars)                                   | Steve Gomer           | Rina Mimoun                                                                       | 2002. november 11. 2006. október 16.  | 5,94 millió |
| 10.  | 10. | Van orvos a közelben? (Is There a Doctor in the House?) | Robert Duncan McNeill | Michael Green                                                                     | 2002. november 18. 2006. október 17.  | 6,14 millió |
| 11.  | 11. | Hálaadásnapi mese (A Thanksgiving Tale)                 | David Petrarca        | Vanessa Taylor                                                                    | 2002. november 25. 2006. október 18.  | 6,96 millió |
| 12.  | 12. | Vegetatív állam (Vegetative State)                      | Lev L. Spiro          | John E. Pogue                                                                     | 2003. január 6. 2006. október 19.     | 5,44 millió |
| 13.  | 13. | A hírnév ára (The Price of Fame)                        | Sandy Smolan          | Rina Mimoun                                                                       | 2003. január 20. 2006. október 20.    | 6,67 millió |
| 14.  | 14. | Második Colin (Colin the Second)                        | Mel Damski            | Joan Binder Weiss                                                                 | 2003. január 27. 2006. október 24.    | 5,68 millió |
| 15.  | 15. | Hit és viszontagság (Snow Job)                          | David Petrarca        | Michael Green                                                                     | 2003. február 3. 2006. október 25.    | 6,37 millió |
| 16.  | 16. | Valentin-nap (My Funny Valentine)                       | Michael Schultz       | Vanessa Taylor                                                                    | 2003. február 10. 2006. október 26.   | 5,69 millió |
| 17.  | 17. | Eltemetett titkok (Everwood Confidential)               | Arlene Sanford        | David Schulner                                                                    | 2003. február 17. 2006. október 27.   | 5,29 millió |
| 18.  | 18. | A leleplezés (The Unveiling)                            | Michael Schultz       | Greg Berlanti és Rina Mimoun                                                      | 2003. február 24. 2006. október 30.   | 5,99 millió |
| 19.  | 19. | Az everwoodi csoda (The Miracle of Everwood)            | Arlene Sanford        | Michael Green                                                                     | 2003. április 21. 2006. október 31.   | 4,62 millió |
| 20.  | 20. | Holdfény szonáta (Moonlight Sonata)                     | Michael Schultz       | Wendy Mericle és Patrick Sean Smith                                               | 2003. április 28. 2006. november 2.   | 4,49 millió |
| 21.  | 21. | Az élet nagy döntései (Episode 20)                      | David Petrarca        | Greg Berlanti és Vanessa Taylor                                                   | 2003. május 5. 2006. november 3.      | 5,05 millió |
| 22.  | 22. | Legbelső félelem (Fear Itself)                          | Michael Katleman      | John E. Pogue                                                                     | 2003. május 12. 2006. november 6.     | 5,37 millió |
| 23.  | 23. | Otthon (Home)                                           | Sandy Smolan          | Történet: Greg Berlanti és Vanessa Taylor Tévéjáték: Michael Green és Rina Mimoun | 2003. május 19. 2006. november 7.     | 5,55 millió |

## 2. évad (2003-2004)
| Sor. | Év. | Cím                                                  | Rendező         | Író                                         | Premier                                 | Nézettség       |
| ---- | --- | ---------------------------------------------------- | --------------- | ------------------------------------------- | --------------------------------------- | --------------- |
| 24.  | 1.  | Az utolsó nyár (The Last of Summer)                  | Michael Schultz | Greg Berlanti és Rina Mimoun                | 2003. szeptember 15. 2006. november 8.  | 5,93 millió5.93 |
| 25.  | 2.  | Különleges (Extra Ordinary)                          | David Petrarca  | Michael Green                               | 2003. szeptember 22. 2006. november 9.  | 6,38 millió     |
| 26.  | 3.  | Hazatérés (My Brother's Keeper)                      | Michael Schultz | Vanessa Taylor                              | 2003. szeptember 29. 2006. november 10. | 5,74 millió     |
| 27.  | 4.  | Kelet és nyugat találkozása (East Meets West)        | David Petrarca  | John E. Pogue                               | 2003. október 6. 2006. november 13.     | 5,69 millió     |
| 28.  | 5.  | Apuci kicsi lánya (Daddy's Little Girl)              | Peter Lauer     | Rina Mimoun és Joan Binder Weiss            | 2003. október 13. 2006. november 14.    | 5,29 millió     |
| 29.  | 6.  | Vakhit (Blind Faith)                                 | Sandy Smolan    | David Hudgins                               | 2003. október 20. 2006. november 15.    | 5,14 millió     |
| 30.  | 7.  | Három everwoodi bányász (Three Miners from Everwood) | David Petrarca  | Michael Green                               | 2003. november 3. 2006. november 16.    | 5,35 millió     |
| 31.  | 8.  | A nehéz igazság (Burden of Truth)                    | Michael Schultz | Vanessa Taylor                              | 2003. november 10. 2006. november 17.   | 5,99 millió     |
| 32.  | 9.  | Mint a filmekben (Just Like in the Movies)           | Matt Shakman    | Rina Mimoun                                 | 2003. november 17. 2006. november 20.   | 6,32 millió     |
| 33.  | 10. | Boldogtalan ünnepek (Unhappy Holidays)               | Jason Moore     | John E. Pouge                               | 2003. november 24. 2006. november 21.   | 5,87 millió     |
| 34.  | 11. | Családi kötelékek (Family Dynamics)                  | Michael Schultz | David Hudgins                               | 2004. január 19. 2006. november 22.     | 5,48 millió     |
| 35.  | 12. | Irányítás (Controlling Interest)                     | Lev L. Spiro    | Michael Green                               | 2004. január 26. 2006. november 23.     | 5,20 millió     |
| 36.  | 13. | Ne felejts el! (Forget Me Not)                       | Michael Schultz | Wendy Mericle és Patrick Sean Smith         | 2004. február 2. 2006. november 24.     | 4,42 millió     |
| 37.  | 14. | Semmi sem biztos (No Sure Thing)                     | Perry Lang      | Joan Binder Weiss                           | 2004. február 9. 2006. november 27.     | 6,07 millió     |
| 38.  | 15. | A nagybetűs Élet (The L Word)                        | Michael Schultz | John E. Pouge                               | 2004. február 16. 2006. november 28.    | 5,22 millió     |
| 39.  | 16. | Kimondatlan igazságok (Unspoken Truths)              | Michael Lange   | Greg Berlanti és Rina Mimoun                | 2004. február 23. 2006. november 29.    | 4,93 millió     |
| 40.  | 17. | Befejezetlen ügylet (Unfinished Business)            | Sandy Smolan    | David Hudgins                               | 2004. április 5. 2006. november 30.     | 4,21 millió     |
| 41.  | 18. | Utolsó pillantás (Last Looks)                        | Arvin Brown     | John E. Pouge                               | 2004. április 12. 2006. december 1.     | 4,33 millió     |
| 42.  | 19. | Betegség (Sick)                                      | David Paymer    | Michael Green                               | 2004. április 19. 2006. december 4.     | 5,01 millió     |
| 43.  | 20. | Tovább kell lépni (Do or Die)                        | Michael Schultz | Vanessa Taylor                              | 2004. április 26. 2006. december 5.     | 5,23 millió     |
| 44.  | 21. | Előtted a jövő (Your Future Awaits)                  | Marita Grabiak  | Wendy Mericle és Patrick Sean Smith         | 2004. május 3. 2006. december 6.        | 5,70 millió     |
| 45.  | 22. | Fordulópontok (The Day Is Done)                      | David Petrarca  | Greg Berlanti, Michael Green és Rina Mimoun | 2004. május 10. 2006. december 7.       | 6,38 millió     |

## 3. évad (2004-2005)
| Sor. | Év. | Cím                                          | Rendező         | Író                                                            | Premier                                 | Nézettség   |
| ---- | --- | -------------------------------------------- | --------------- | -------------------------------------------------------------- | --------------------------------------- | ----------- |
| 46.  | 1.  | Titkok és átverések (For Every Action...)    | David Petrarca  | Rina Mimoun                                                    | 2004. szeptember 13. 2006. december 8.  | 5,97 millió |
| 47.  | 2.  | Mindenre van válasz (...There Is a Reaction) | Perry Lang      | David Hudgins                                                  | 2004. szeptember 20. 2006. december 11. | 5,57 millió |
| 48.  | 3.  | Igények (Staking Claim)                      | Michael Schultz | Bruce Miller                                                   | 2004. szeptember 27. 2006. december 12. | 4,92 millió |
| 49.  | 4.  | Ébredések (The Birds and the Batteries)      | Michael Lange   | John E. Pogue                                                  | 2004. október 4. 2006. december 13.     | 5,05 millió |
| 50.  | 5.  | Áldozathozatal (Sacrifice)                   | Michael Schultz | Anna Fricke                                                    | 2004. október 11. 2006. december 14.    | 5,05 millió |
| 51.  | 6.  | Magasba törni (Shoot the Moon)               | Matt Shakman    | Michael Green                                                  | 2004. október 25. 2006. december 15.    | 4,94 millió |
| 52.  | 7.  | A legjobb tervek (Best Laid Plans)           | Jason Moore     | Sherri Cooper                                                  | 2004. november 1. 2006. december 18.    | 5,35 millió |
| 53.  | 8.  | Kétségek (The Tipping Point)                 | Jordan Levin    | Michael Green és David Hudgins                                 | 2004. november 15. 2006. december 19.   | 4,71 millió |
| 54.  | 9.  | Reflex (The Reflex)                          | Michael Lange   | Anna Fricke és Rina Mimoun                                     | 2004. november 22. 2006. december 20.   | 5,28 millió |
| 55.  | 10. | Tudnom kell (Need to Know)                   | David Petrarca  | Bruce Miller                                                   | 2004. november 29. 2006. december 21.   | 5,09 millió |
| 56.  | 11. | Bűntudat (Complex Guilt)                     | Arvin Brown     | John E. Pogue                                                  | 2005. január 17. 2006. december 22.     | 4,03 millió |
| 57.  | 12. | A kislánykor vége (Giving Up the Girl)       | David Paymer    | Sherri Cooper                                                  | 2005. január 24. 2007. január 2.        | 4,40 millió |
| 58.  | 13. | Tökéletes nap (The Perfect Day)              | Sandy Smolan    | David Hudgins                                                  | 2005. január 31. 2007. január 3.        | 4,25 millió |
| 59.  | 14. | Mióta itt hagytál (Since You've Been Gone)   | Matt Shakman    | Barbie Kligman                                                 | 2005. február 7. 2007. január 4.        | 4,70 millió |
| 60.  | 15. | Meglepetés (Surprise)                        | Tom Amandes     | Sherri Cooper                                                  | 2005. február 14. 2007. január 5.       | 4,28 millió |
| 61.  | 16. | Város a hegyekben (A Mountain Town)          | Michael Schultz | Michael Green                                                  | 2005. február 21. 2007. január 8.       | 5,20 millió |
| 62.  | 17. | Megmásíthatatlan tény (Fate Accomplis)       | Perry Lang      | Anna Fricke                                                    | 2005. április 18. 2007. január 9.       | 4,42 millió |
| 63.  | 18. | Összeveszés (Fallout)                        | Michael Schultz | David Hudgins                                                  | 2005. április 25. 2007. január 10.      | 4,39 millió |
| 64.  | 19. | Elfogadás (Acceptance)                       | David Petrarca  | John E. Pogue                                                  | 2005. május 2. 2007. január 11.         | 4,21 millió |
| 65.  | 20. | A tétovázás ára (He Who Hesitates)           | Keith Samples   | Elisa Delson                                                   | 2005. május 9. 2007. január 12.         | 4,44 millió |
| 66.  | 21. | Útra fel! (Oh, The Places You'll Go)         | Perry Lang      | Történet: Bruce Miller Tévéjáték: David Hudgins és Rina Mimoun | 2005. május 16. 2007. január 15.        | 4,42 millió |
| 67.  | 22. | Megkésett vallomás (Where the Heart Is)      | David Petrarca  | Michael Green és Rina Mimoun                                   | 2005. május 23. 2007. január 16.        | 4,77 millió |

## 4. évad (2005-2006)
| Sor. | Év. | Cím                                                       | Rendező           | Író                          | Premier                               | Nézettség   |
| ---- | --- | --------------------------------------------------------- | ----------------- | ---------------------------- | ------------------------------------- | ----------- |
| 68.  | 1.  | Szertefoszlott álmok (A Kiss to Build a Dream On)         | Arvin Brown       | Rina Mimoun                  | 2005. szeptember 29. 2007. január 17. | 3,51 millió |
| 69.  | 2.  | A következő lépés (The Next Step)                         | Perry Lang        | Anna Fricke                  | 2005. október 6. 2007. január 18.     | 4,03 millió |
| 70.  | 3.  | Boldog képet vágni (Put on a Happy Face)                  | David Paymer      | Tom Garrigus                 | 2005. október 13. 2007. január 19.    | 3,89 millió |
| 71.  | 4.  | Darabjaim (Pieces of Me)                                  | Mike Pavone       | Josh Reims                   | 2005. október 20. 2007. január 22.    | 4,07 millió |
| 72.  | 5.  | Négyesben (Connect Four)                                  | Tom Amandes       | David Hudgins                | 2005. október 27. 2007. január 23.    | 3,91 millió |
| 73.  | 6.  | Szabadesés (Free Fall)                                    | Arvin Brown       | Nancy Won                    | 2005. november 3. 2007. január 24.    | 3,87 millió |
| 74.  | 7.  | Választás (Pro Choice)                                    | David Paymer      | Barbie Kligman               | 2005. november 10. 2007. január 25.   | 3,68 millió |
| 75.  | 8.  | Búcsú (So Long Farewell...)                               | Joyce Chopra      | Josh Reims                   | 2005. november 17. 2007. január 26.   | 4,22 millió |
| 76.  | 9.  | Egyre jobban ismerlek (Getting to Know You)               | Joe Pennella      | Tom Garrigus                 | 2005. december 8. 2007. január 29.    | 3,91 millió |
| 77.  | 10. | Szellemek (Ghosts)                                        | Ellen S. Pressman | David Hudgins                | 2006. március 27. 2007. január 30.    | 3,58 millió |
| 78.  | 11. | Felismerés (Lost and Found)                               | Perry Lang        | Nancy Won                    | 2006. március 27. 2007. január 31.    | 3,52 millió |
| 79.  | 12. | Maga jó ember, Andy Brown (You're a Good Man, Andy Brown) | Arvin Brown       | Anna Fricke                  | 2006. április 3. 2007. február 1.     | 3,77 millió |
| 80.  | 13. | Jobb félni, mint megijedni (An Ounce of Prevention)       | Perry Lang        | Bryan M. Holdman             | 2006. április 10. 2007. február 2.    | 3,63 millió |
| 81.  | 14. | Keresztutak (Across the Lines)                            | Peter Markle      | Barbie Kligman               | 2006. április 17. 2007. február 5.    | 3,82 millió |
| 82.  | 15. | A zűrzavar földje (The Land of Confusion)                 | Charles Stratton  | Tom Garrigus                 | 2006. április 24. 2007. február 6.    | 3,77 millió |
| 83.  | 16. | Igazság (Truth)                                           | Matt Shakman      | Nancy Won                    | 2006. május 1. 2007. február 7.       | 3,72 millió |
| 84.  | 17. | Minden magányos ember (All the Lonely People)             | Joyce Chopra      | Anna Fricke                  | 2006. május 8. 2007. február 8.       | 4,27 millió |
| 85.  | 18. | Élvezd az utazást! (Enjoy the Ride)                       | Charles Stratton  | Natasha Billawala            | 2006. május 15. 2007. február 9.      | 2,57 millió |
| 86.  | 19. | Számvetés (Reckoning)                                     | David Petrarca    | David Hudgins                | 2006. május 22. 2007. február 12.     | 3,22 millió |
| 87.  | 20. | Viszlát, szerelem (Goodbye, Love)                         | Joe Pennella      | Greg Berlanti és Rina Mimoun | 2006. május 29. 2007. február 13.     | 3,22 millió |
| 88.  | 21. | Everwood örökké 1. rész (Foreverwood Part 1)              | Bethany Rooney    | Anna Fricke és Josh Reims    | 2006. június 5. 2007. február 14.     | 4,14 millió |
| 89.  | 22. | Everwood örökké 2. rész (Foreverwood Part 2)              | Perry Lang        | Rina Mimoun és David Hudgins | 2006. június 5. 2007. február 15.     | 4,14 millió |